# Bjarnarey (Vestmannaeyjar)
A Bjarnarey a Vestmannaeyjar szigetcsoport tagja, Izlandtól délre. Testvérszigetével, az Elliðaey-vel együtt 5-6000 éve keletkezhetett vulkáni tevékenység nyomán. A tenger felé meredek sziklák határolják, belsejében – a korábbi kráter helyén – dús növényzetű völgy található. Területe 32 hektár, legmagasabb pontja 161 méterre emelkedik a tengerszint fölé.
A szigeten juhok élnek, a tengeri madarak, köztük az ott is fészkelő lundák tojásait májusban lehet gyűjteni. Egy menedékház áll a szigeten a horgászok és vadászok rendelkezésére.

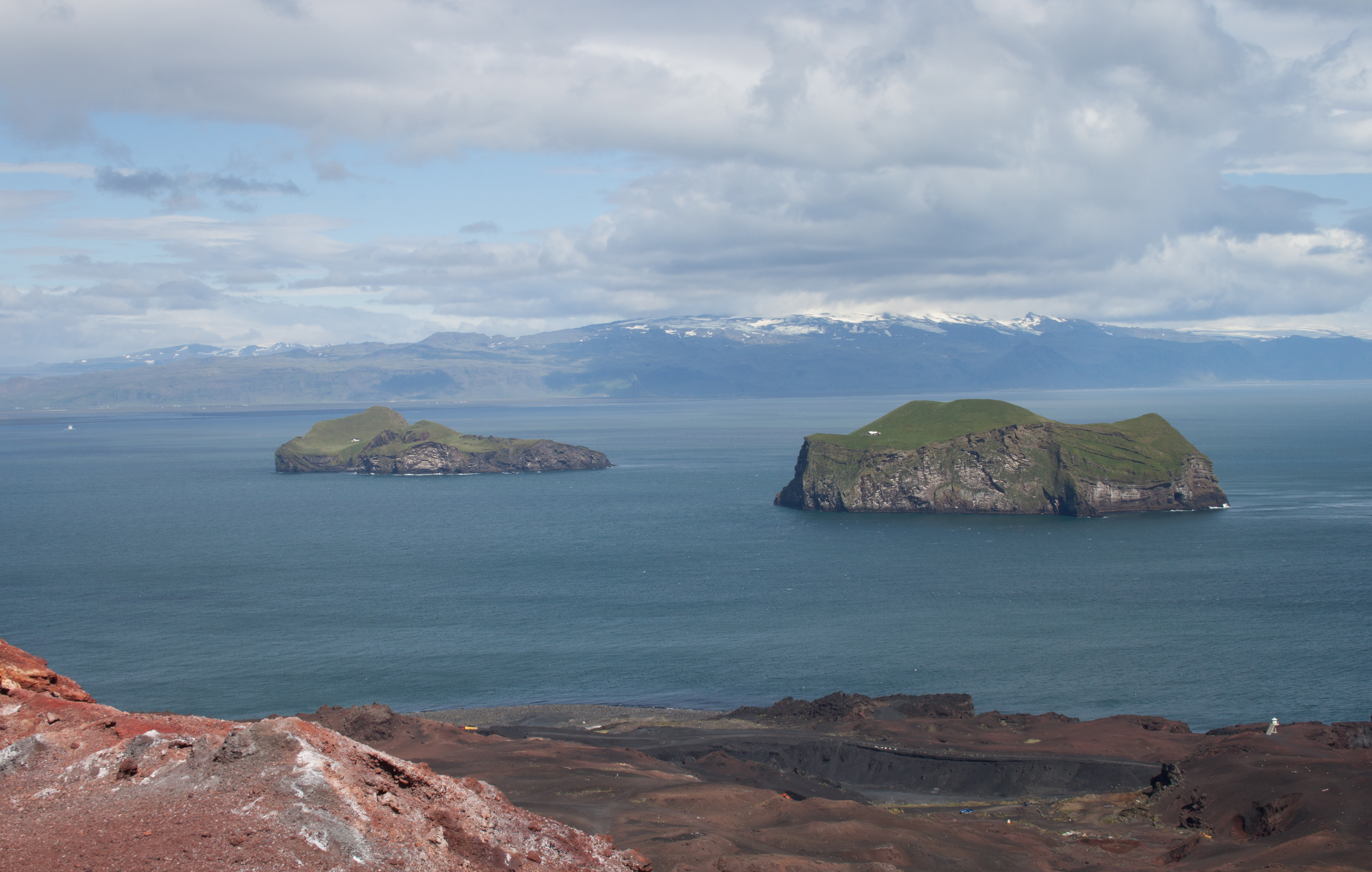
Bjarnarey (jobbra) és Elliðaey szigetei az Eldfell csúcsáról nézve. Háttérben az Eyjafjallajökull

Izland körül több azonos vagy hasonló nevű sziget van, ezért szükséges nevéhez a szigetcsoport említése is.

## Fordítás
- Ez a szócikk részben vagy egészben a Bjarnarey (Vestmannaeyjum) című izlandi Wikipédia-szócikk ezen változatának fordításán alapul.  Az eredeti cikk szerkesztőit annak laptörténete sorolja fel. Ez a jelzés csupán a megfogalmazás eredetét és a szerzői jogokat jelzi, nem szolgál a cikkben szereplő információk forrásmegjelöléseként.